# Senátní obvod č. 30 – Kladno
Senátní obvod č. 30 – Kladno je podle zákona č. 247/1995 Sb. tvořen jižní částí okresu Kladno, ohraničenou na severu obcemi Stochov, Kačice, Libušín, Svinařov, Třebichovice, Jemníky, Knovíz, Podlešín, Zvoleněves, Kamenný Most a Neuměřice, a severní částí okresu Praha-západ, ohraničenou na jihu obcemi Okoř, Lichoceves a Statenice.
Od roku 2008 byl senátorem nestraník zvolený za ČSSD Jiří Dienstbier, který 8. ledna 2011 zemřel. 11. ledna pak prezident republiky podle čl. 63 odst. 1 písm. f) Ústavy České republiky a § 80 odst. 1 zákona č. 247/1995 Sb. vyhlásil doplňovací volby v tomto senátním obvodu na pátek 18. března 2011 a sobotu 19. března 2011. V nich byl zvolen senátorem jeho syn Jiří Dienstbier mladší.
Současnou senátorkou je od roku 2020 Adéla Šípová, nestranička zvolená za Piráty. V Senátu je členkou Senátorského klubu SEN 21 a Piráti. Dále působí jako členka Ústavně-právního výboru.

## Senátoři

Ladislav Svoboda
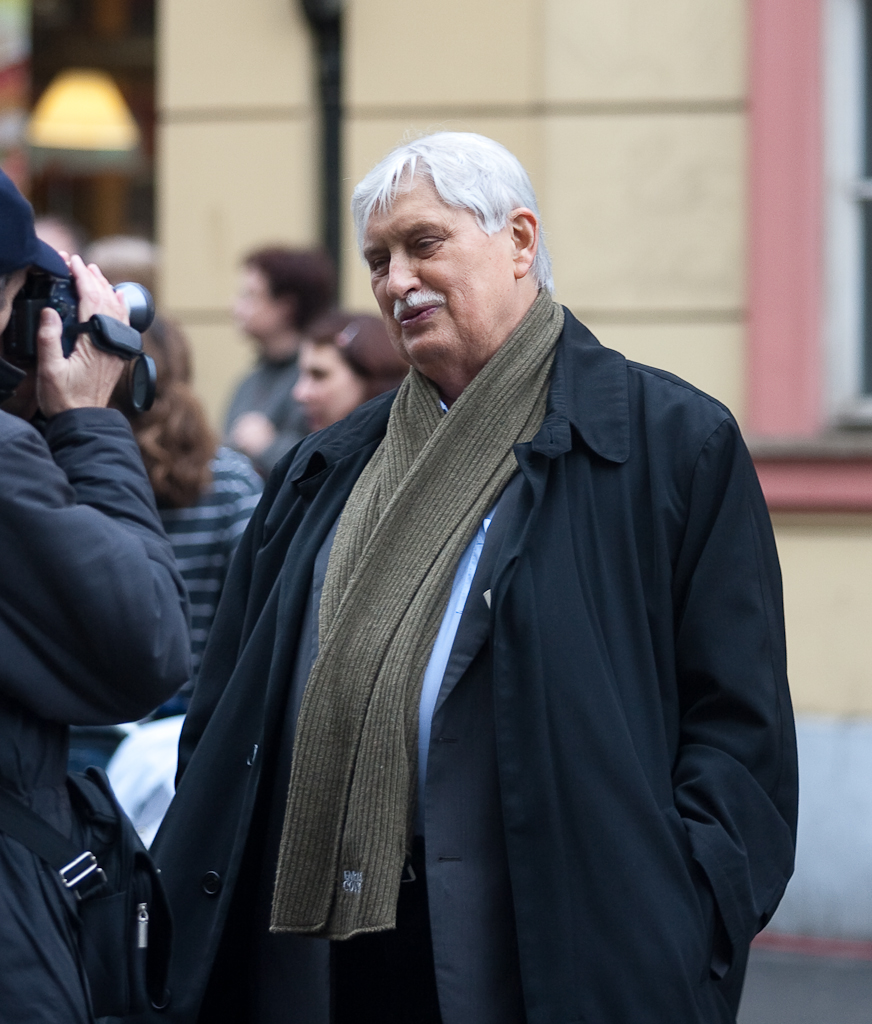
Jiří Dienstbier
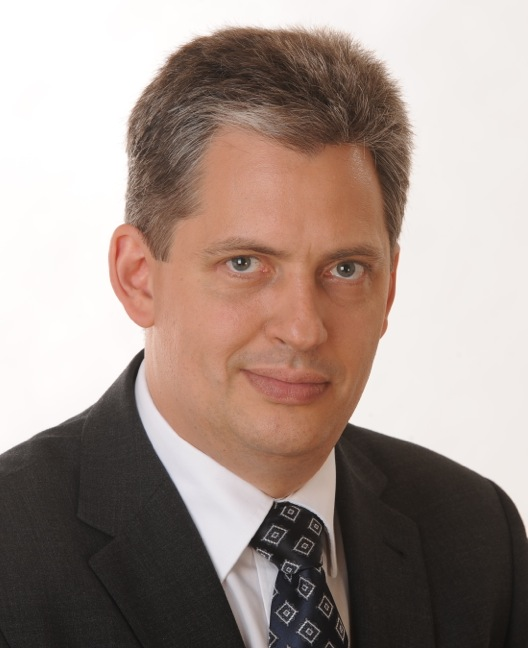
Jiří Dienstbier ml.
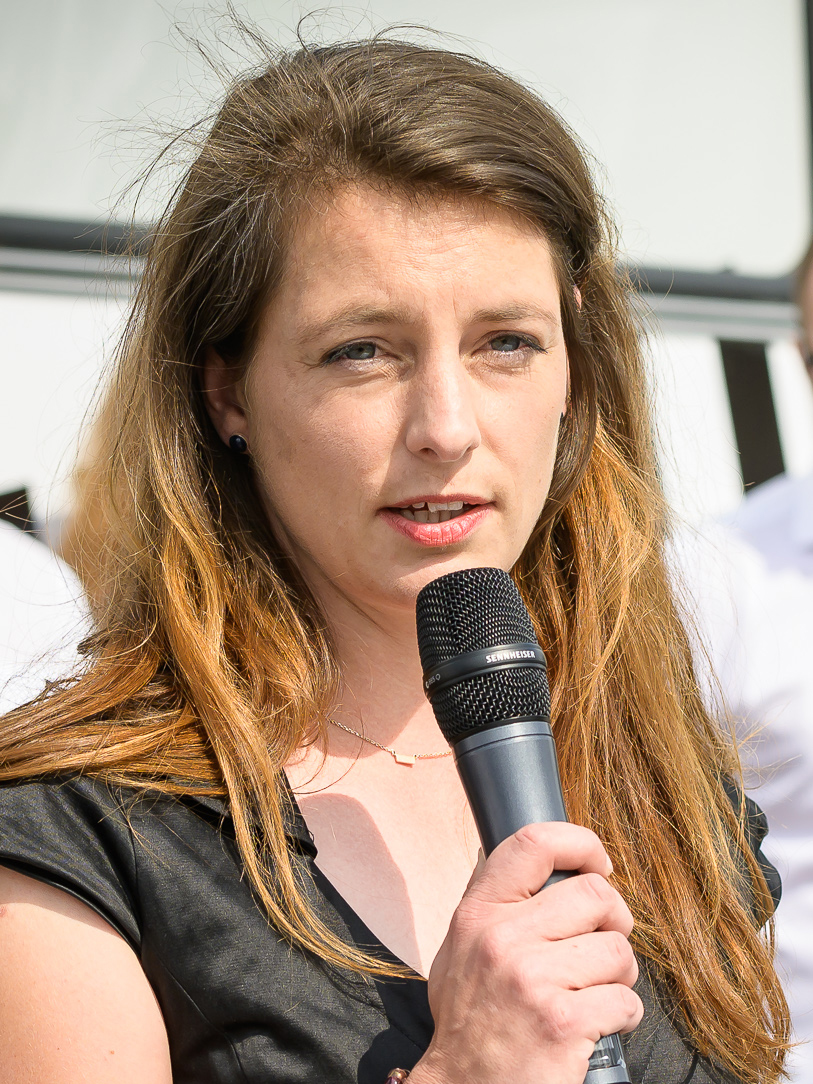
Adéla Šípová

| Volby | Volby               | Senátor          | Volební strana | Navrhující strana | Politická příslušnost | Odkaz  |
| ----- | ------------------- | ---------------- | -------------- | ----------------- | --------------------- | ------ |
|       | 1996                | Ladislav Svoboda | ČSSD           | ČSSD              | ČSSD                  |        |
| 2002  | profil              | Ladislav Svoboda | ČSSD           | ČSSD              | ČSSD                  |        |
| 2008  | Jiří Dienstbier st. | BEZPP            | ČSSD           | ČSSD              | profil                |        |
| 2011  | Jiří Dienstbier ml. | ČSSD             | ČSSD           | ČSSD              | profil                |        |
| 2014  | Jiří Dienstbier ml. | ČSSD             | ČSSD           | ČSSD              | profil                |        |
|       | 2020                | Adéla Šípová     | Piráti         | Piráti            | BEZPP                 | profil |

## Volby

### Rok 1996
| Kandidát | Kandidát                       | Volební strana | Navrhující strana | Politická příslušnost | Počet hlasů (1. kolo) | %     | Počet hlasů (2. kolo) | %     |
| -------- | ------------------------------ | -------------- | ----------------- | --------------------- | --------------------- | ----- | --------------------- | ----- |
|          | MUDr. Ladislav Svoboda         | ČSSD           | ČSSD              | ČSSD                  | 7 828                 | 19,66 | 20 480                | 54,94 |
|          | Ing. František Samek           | ODS            | ODS               | ODS                   | 12 924                | 35,45 | 16 798                | 45,06 |
|          | RSDr. Jiří Kopsa, CSc.         | KSČM           | KSČM              | KSČM                  | 7 068                 | 17,75 | —                     | —     |
|          | akad. arch. Vladimír Stehlík   | NK             | NK                | BEZPP                 | 6 864                 | 17,24 | —                     | —     |
|          | doc. RNDr. Jarolím Bureš, CSc. | ODA            | ODA               | ODA                   | 2 449                 | 6,15  | —                     | —     |
|          | PhDr. Miloslav Voráček         | NK             | NK                | BEZPP                 | 2 281                 | 5,73  | —                     | —     |
|          | František Kupec                | ČSNS           | ČSNS              | ČSNS                  | 411                   | 1,03  | —                     | —     |

### Rok 2002
| Kandidát | Kandidát               | Volební strana | Navrhující strana | Politická příslušnost | Počet hlasů (1. kolo) | %     | Počet hlasů (2. kolo) | %     |
| -------- | ---------------------- | -------------- | ----------------- | --------------------- | --------------------- | ----- | --------------------- | ----- |
|          | MUDr. Ladislav Svoboda | ČSSD           | ČSSD              | ČSSD                  | 7 138                 | 28,04 | 18 203                | 52,63 |
|          | Ing. Jindřich Sybera   | ODS            | ODS               | ODS                   | 8 591                 | 33,75 | 16 383                | 47,36 |
|          | RSDr. Jana Klasová     | KSČM           | KSČM              | KSČM                  | 5 738                 | 22,54 | —                     | —     |
|          | Ing. Marie Bednářová   | SNK            | SNK               | BEZPP                 | 3 987                 | 15,66 | —                     | —     |

### Rok 2008
| Kandidát | Kandidát            | Volební strana | Navrhující strana | Politická příslušnost | Počet hlasů (1. kolo) | %     | Počet hlasů (2. kolo) | %     |
| -------- | ------------------- | -------------- | ----------------- | --------------------- | --------------------- | ----- | --------------------- | ----- |
|          | Jiří Dienstbier st. | ČSSD           | ČSSD              | BEZPP                 | 16 232                | 36,88 | 20 907                | 56,14 |
|          | Ing. Dan Jiránek    | ODS            | ODS               | ODS                   | 16 001                | 36,36 | 16 333                | 43,85 |
|          | Zdeněk Levý         | KSČM           | KSČM              | KSČM                  | 7 299                 | 16,58 | —                     | —     |
|          | Ing. Luboš Vrtilka  | NEZ/DEM        | NEZ/DEM           | BEZPP                 | 1 914                 | 4,34  | —                     | —     |
|          | Pavla Bernardová    | SDŽ            | SDŽ               | SDŽ                   | 1 415                 | 3,21  | —                     | —     |
|          | Ing. Zdeněk Joukl   | DOHODA30       | KAN               | BEZPP                 | 1 143                 | 2,59  | —                     | —     |

### Rok 2011
| Kandidát | Kandidát                 | Volební strana | Navrhující strana | Politická příslušnost | Počet hlasů (1. kolo) | %     | Počet hlasů (2. kolo) | %     |
| -------- | ------------------------ | -------------- | ----------------- | --------------------- | --------------------- | ----- | --------------------- | ----- |
|          | Mgr. Jiří Dienstbier ml. | ČSSD           | ČSSD              | ČSSD                  | 12 088                | 44,27 | 13 505                | 65,14 |
|          | Ing. Dan Jiránek         | ODS            | ODS               | ODS                   | 7 422                 | 27,18 | 7 227                 | 34,85 |
|          | Zdeněk Levý              | KSČM           | KSČM              | KSČM                  | 2 435                 | 8,91  | —                     | —     |
|          | Luděk Kvapil             | TOP 09, STAN   | STAN              | BEZPP                 | 2 053                 | 7,51  | —                     | —     |
|          | Ing. Jana Bobošíková     | SBB            | SBB               | SBB                   | 1 993                 | 7,29  | —                     | —     |
|          | MUDr. Karel Protiva      | Občané, KAN    | Občané            | KAN                   | 571                   | 2,09  | —                     | —     |
|          | Mgr. Miroslav Rovenský   | KDU-ČSL        | KDU-ČSL           | KDU-ČSL               | 346                   | 1,26  | —                     | —     |
|          | PaedDr. Ivo Vašíček      | Piráti         | Piráti            | Piráti                | 205                   | 0,75  | —                     | —     |
|          | Ing. Milan Vodička, CSc. | Svobodní       | Svobodní          | Svobodní              | 191                   | 0,69  | —                     | —     |

### Rok 2014
| Kandidát | Kandidát                   | Volební strana | Navrhující strana | Politická příslušnost | Počet hlasů (1. kolo) | %     | Počet hlasů (2. kolo) | %     |
| -------- | -------------------------- | -------------- | ----------------- | --------------------- | --------------------- | ----- | --------------------- | ----- |
|          | Mgr. Jiří Dienstbier ml.   | ČSSD           | ČSSD              | ČSSD                  | 11 806                | 30,63 | 9 485                 | 55,40 |
|          | Ing. Michaela Vojtová      | TOP 09, STAN   | TOP 09            | BEZPP                 | 7 220                 | 18,73 | 7 633                 | 44,59 |
|          | MUDr. Jiří Landa           | ANO            | ANO               | ANO                   | 5 738                 | 14,89 | —                     | —     |
|          | Bc. Rudolf Carvan          | KSČM           | KSČM              | BEZPP                 | 4 219                 | 10,94 | —                     | —     |
|          | Lenka Kohoutová            | ODS            | ODS               | ODS                   | 3 005                 | 7,79  | —                     | —     |
|          | Mgr. Jana Šrámková         | KAN            | KAN               | BEZPP                 | 2 738                 | 7,10  | —                     | —     |
|          | Karel Kasal                | SD-SN          | SD-SN             | BEZPP                 | 1 534                 | 3,98  | —                     | —     |
|          | Otto Chaloupka             | Republika      | Republika         | Republika             | 965                   | 2,50  | —                     | —     |
|          | RNDr. Josef Hausmann, CSc. | ND             | ND                | BEZPP                 | 671                   | 1,74  | —                     | —     |
|          | MgA. Radek Stehlík         | ANEO           | ANEO              | BEZPP                 | 639                   | 1,65  | —                     | —     |

### Rok 2020
| Kandidát | Kandidát                     | Volební strana           | Navrhující strana | Politická příslušnost    | Počet hlasů (1. kolo) | %     | Počet hlasů (2. kolo) | %     |
| -------- | ---------------------------- | ------------------------ | ----------------- | ------------------------ | --------------------- | ----- | --------------------- | ----- |
|          | Mgr. Adéla Šípová            | Piráti                   | Piráti            | BEZPP                    | 7 680                 | 17,80 | 13 031                | 67,13 |
|          | Ing. Petr Bendl              | ODS                      | ODS               | ODS                      | 6 086                 | 14,10 | 6 378                 | 32,86 |
|          | Mgr. Milan Volf              | ČP                       | ČP                | VPK                      | 5 227                 | 12,11 | —                     | —     |
|          | Ing. Michaela Vojtová        | ANO                      | ANO               | BEZPP                    | 5 026                 | 11,65 | —                     | —     |
|          | JUDr. Ondřej Závodský, Ph.D. | KDU-ČSL, TOP 09          | KDU-ČSL           | BEZPP                    | 4 539                 | 10,52 | —                     | —     |
|          | Mgr. Jiří Dienstbier         | ČSSD, Zelení, Budoucnost | ČSSD              | ČSSD                     | 3 799                 | 8,80  | —                     | —     |
|          | Markéta Fröhlichová          | STAN                     | STAN              | BEZPP                    | 3 553                 | 8,23  | —                     | —     |
|          | Ing. Miloslava Vostrá        | KSČM                     | KSČM              | KSČM                     | 2 588                 | 5,99  | —                     | —     |
|          | Mgr. Václav Bošek, MBA       | SPD                      | SPD               | BEZPP                    | 1 865                 | 4,32  | —                     | —     |
|          | MUDr. Jiří Landa             | Trikolóra                | Trikolóra         | Trikolóra                | 1 800                 | 4,17  | —                     | —     |
|          | David Bohbot                 | Svobodní                 | Svobodní          | BEZPP                    | 566                   | 1,31  | —                     | —     |
|          | Naděžda Zímová               | RČ                       | RČ                | RČ                       | 236                   | 0,54  | —                     | —     |
|          | Michal Oliva                 | NáS                      | NáS               | SPR-RSČ Miroslava Sládka | 172                   | 0,39  | —                     | —     |

## Volební účast
|  | nejvyšší volební účast |  | nejnižší volební účast |

| Rok  | % (1. kolo) | % (2. kolo) |
| ---- | ----------- | ----------- |
| 1996 | 37,64       | 35,05       |
| 2002 | 29,64       | 32,68       |
| 2008 | 39,33       | 31,21       |
| 2011 | 23,32       | 17,63       |
| 2014 | 35,69       | 14,82       |
| 2020 | 37,87       | 16,76       |